# Bert Fortell
Bert Fortell, de son vrai nom Albert Fortelni (né le 18 septembre 1924 à Baden, mort le 27 août 1996 à Vienne) est un acteur autrichien.

## Biographie
Fortell, fils d'Adalbert Fortelni, chauffeur et chanteur sous le nom de Bertl Fortelny, et de son épouse Auguste, travaille comme concessionnaire automobile après la Seconde Guerre mondiale et reçoit une formation artistique au conservatoire Prayner de Vienne. Il débute en 1948 à Sankt Pölten dans le rôle de Valentin du Faust de Goethe. Il jouera ensuite notamment au Löwinger-Bühne et un théâtre de Klagenfurt.
En 1952, il se produit au Volkstheater de Vienne. À partir de ce moment, il reçoit plusieurs rôles principaux dans le cinéma comme amant et garçon de la nature. Il tourne deux films en RDA en tant que communiste convaincu. Le premier est Zar und Zimmermann en 1956.
Plus tard, il joue principalement au Theater in der Josefstadt. Il joue ses dernières grandes pièces de théâtre en 1989 au théâtre de Berndorf sous la direction de Felix Dvorak.
Il est le père de l'acteur Albert Fortell.

## Filmographie
- 1953 : Die Todesarena
- 1954 : Schicksal am Lenkrad
- 1956 : Gasparone
- 1956 : Zar und Zimmermann (de)
- 1956 : Le Joyeux pèlerinage (de)
- 1957 : Mazurka der Liebe (de)
- 1957 : Das Mädchen ohne Pyjama
- 1957 : Zwei Bayern im Urwald
- 1957 : Maria fille de la forêt
- 1957 : Gruß und Kuß vom Tegernsee (de)
- 1957 : Almenrausch und Edelweiß (de)
- 1958 : Les Souris grises
- 1958 : Der Sündenbock von Spatzenhausen (de)
- 1959 : Kasimir und Karoline
- 1960 : Ein Student ging vorbei
- 1960 : Et l'amour pend au gibet (de)
- 1963 : Spiel im Morgengrauen
- 1963 : Männer am Sonntag
- 1963 : Interpol: Der Trick mit dem Schlüssel (série télévisée)
- 1963 : Das Kriminalmuseum: Die Fotokopie (série télévisée)
- 1964 : Bericht von den Inseln
- 1966 : Finden Sie Livingstone!
- 1966 : Der Rivonia-Prozeß
- 1966 : Die verschenkten Jahre
- 1968 : Oberinspektor Marek: An einem einzigen Tag (série télévisée)
- 1970 : L'Entrejambe
- 1970 : Der Feldherrnhügel
- 1971 : Eine unwürdige Existenz
- 1971 : Opération Walkyrie
- 1971 : Ball im Savoy
- 1971 : L'Angoisse du gardien de but au moment du penalty
- 1972 : Notre agent à Salzbourg
- 1972 : Les Aventures extraordinaires du baron von Trenck (TV)
- 1973–1974 : Hallo – Hotel Sacher … Portier! (série télévisée, épisodes 5 : Liebesg'schichten und Heiratssachen et 18 : Besuch aus USA)
- 1974 : Tatort: Mord im Ministerium (série télévisée)
- 1975 : Tatort: Urlaubsmord (de) (série télévisée)
- 1977 : Das chinesische Wunder
- 1981 : Der Schüler Gerber (de) (TV)
- 1981 : Tatort: Mord in der Oper (de) (série télévisée)
- 1983 : Roda Rodas rote Weste
- 1983 : Der gute Engel (TV)
- 1985 : Via Mala (TV)
- 1990 : Roda Roda (série télévisée)
- 1997 : Schloßhotel Orth: Alte Liebe rostet nicht